# FK Borac Drvar
FK Borac je bosanskohercegovački nogometni klub iz Drvara. Registriran je u općini Istočnom Drvaru jer nastupa u ligaškom sustavu Republike Srpske.

## Povijest
Klub je osnovan 1924. godine, a svoje najbolje razdoblje doživio je tijekom 1960-ih, kada se natjecao u 3. jugoslavenskom rangu i borio se za prolazak u Drugu saveznu ligu. Bio je u krizi 2022. godine, kada je morao tražiti prikupljanje sredstava kako bi preživio.
Trenutno se natječe u Područnoj ligi RS – Banja Luka, petom rangu bosanskohercegovačkog nogometa.

## Vanjske poveznice
- Profil na sportdc.net